# Ernst Engel (Statistiker)
Christian Lorenz Ernst Engel (* 26. März 1821 in Dresden; † 8. Dezember 1896 in Serkowitz) war ein deutscher Statistiker und Sozialökonom.

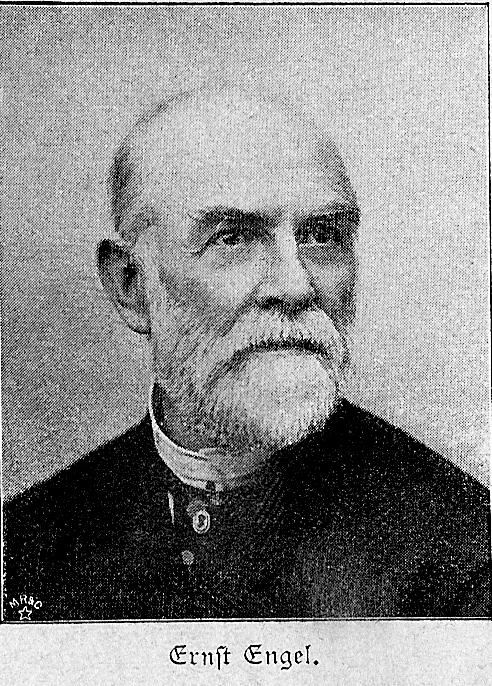
Ernst Engel

## Leben und Wirken
Ernst Engel studierte von 1842 bis 1845 an der Bergakademie Freiberg. Auf anschließenden Studienreisen lernte er den Statistiker Adolphe Quetelet kennen.
Ernst Engel war von 1850 bis 1858 Vorstand des Königlich-Sächsischen Statistischen Büros und ab 1860 als Nachfolger von Karl Friedrich Wilhelm Dieterici Direktor des Königlich Preußischen Statistischen Bureaus. Nach einem Konflikt mit Otto von Bismarck beendete er 1882 diese Tätigkeit. Engel war Mitbegründer des internationalen Statistischen Kongresses sowie von 1867 bis 1870 Mitglied im Preußischen Abgeordnetenhaus. Von 1867 bis 1871 war er als Abgeordneter des Wahlkreises Regierungsbezirk Aachen 1 (Schleiden – Malmedy) Mitglied des Reichstags des Norddeutschen Bunds.
Ab 1882 lebte er im Ruhestand in der Villa Engel in Serkowitz, heute Stadtteil von Radebeul, setzte jedoch seine Forschungen fort. Daneben war er Aufsichtsratsvorsitzender des Wasserwerks Neubrunn sowie im Verschönerungsverein der Lößnitz tätig. Engel verstarb 1896 in Serkowitz und wurde auf dem Trinitatisfriedhof in Dresden beigesetzt.
Engel untersuchte zahlreiche Statistiken im Bereich des Konsums sowie der Demografie. So stellte er das Engelsche Gesetz auf. Nach ihm wurde die Engel-Kurve benannt.

## Werke
- Die Productions- und Consumtionsverhältnisse des Königreichs Sachsens. In: Zeitschrift des statistischen Bureaus des Königlich Sächsischen Ministerium des Inneren. Nr. 8 und 9. 1857 (Digitalisat bei Gallica).
- Die Methoden der Volkszählung. 1861.
- Die Industrielle Enquête und die Gewerbezählung im Deutschen Reiche und im Preußischen Staate am Ende des Jahres 1875. Simion, Berlin 1878 (Digitalisat der Universität Köln; 14 MB).
- Die deutsche Industrie 1875 und 1861. Statistische Darstellung der Verbreitung ihrer Zweige über die einzelne Staaten des Deutschen Reichs, mit Hervorhebung Preussens. Königl. Stat. Bureau, Berlin 1880 (Digitalisat der Universität Köln; 60 MB).
- Das Zeitalter des Dampfes in technisch-statistischer Beleuchtung. 2. Auflage. Königl. Stat. Bureau, Berlin 1881 ([Die industrielle Enquête und die Gewerbezählung im Deutschen Reiche und im preußischen Staate am Ende des Jahres 1875 Digitalisat der Universität Köln]; 100 MB).
- La consommation comme mesure du bien-être des individus, des familles et des nations. In: Bulletin de l’Institut International de Statistique 2.1., 1887, S. 50–75 (Digitalisat bei Gallica).
- Die Lebenskosten belgischer Arbeiter-Familien früher und jetzt. Ermittelt aus Familien-Haushaltrechnungen und vergleichend zusammengestellt. In: Bulletin de l’Institut International de Statistique. 9.1., 1895, S. 1–124 (Digitalisat bei Gallica).